# Činžovní dům F. J. Černého I
Činžovní dům F. J. Černého I je činžovní obytný dům v ulici Bratří Čapků 349 v Hradci Králové.

## Historie
Dům byl vybudován v letech 1904–05 a jednalo se o první zakázku Josefa Gočára v Hradci Králové. Architekt tou dobou ještě studoval pod vedením Jana Kotěry na Uměleckoprůmyslové škole v Praze.
Dům byl určen pro stavitele Františka Jaroslava Černého, který také provedl samotnou stavbu objektu.

## Architektura
Fasáda je navržena ve stylu geometrické secese, kterou Gočár ve své další tvorbě záhy opustil. Plochy mezi okny a ve štítech domu jsou vyplněny sgrafitovou výzdobou. Zdobné kovářské a zámečnické prvky vytvořila královéhradecká zámečnická škola.
Jedná se o třípodlažní nárožní dům s nápadným nárožním arkýřem. Původně měl objekt pouze jeden vchod, a to do ulice Bratří Čapků. Během rekonstrukce, kdy byl parter upraven pro komerční využití, vznikl druhý vstup v nároží domu.
Za hlavním vchodem do budovy se nachází prostor schodiště a centrální chodba, ze které je přístup do jednotlivých bytů. Polovina z nich je okny orientována do ulice, druhá polovina do dvora domu.